# 9-я отдельная бригада специального назначения
9-я отдельная бригада специального назначения — военное формирование ВС СССР и Вооружённых сил Украины (укр. 9-та окрема бригада спеціального призначення).
Современное название преемника формирования —  50-й отдельный учебный отряд специальной подготовки (укр. 50-й окремий навчальний загін спеціальної підготовки).

## История бригады в советский период

### Создание бригады
К 1 октября 1961 года согласно директиве Генерального штаба ВС СССР № ОШ /2/347491 от 26 августа 1961 в Киевском военном округе была сформирована 820-я отдельная рота специального назначения (войсковая часть 55576) численностью 117 человек с прямым подчинением штабу округа.
10 сентября 1962 года вышла Директива Генерального штаба ВС СССР, в которой предписывалось создать в составе Киевского военного округа 9-ю отдельную бригаду специального назначения (войсковая часть 83483).
Создание бригады началось 15 октября 1962 года. Основой для формирования стал взвод прибывший из 820-й отдельной роты специального назначения Киевского военного округа.
31 декабря 1962 года создание бригады было завершено. Эта дата была объявлена Днём части..

### Становление бригады
С 15 февраля 1963 года личный состав бригады приступил к занятиям по воздушно-десантной подготовке.
Первые парашютные прыжки были совершены с 15 мая по 13 июня 1963 года на сборах в г. Псков.
В районе постоянной дислокации прыжки с парашютом начались 28 октября 1963 года с самолета АН-2.
В 1963 году бригаде было вручено Боевое знамя.
В 1965 году бригада награждена Грамотой Военного Совета КВО.
В 1965 году часть принимала участие в учениях Ленинградского военного округа. Действия офицеров и прапорщиков, всего личного состава 9-й бригады были высоко оценены руководством учений. За успехи достигнутые в боевой и политической подготовке часть была награждена Грамотой Военного Совета Киевского военного округа.
В 1967 году бригада принимала участие в учениях «Днепр», в ходе которых отрабатывала организацию взаимодействия с 6-й гвардейской танковой армией.
В 1968 году становится лучшей в Военном округе.
В 1972 году награждена Юбилейным Почетным Знаком.
В период с 14 июля по 25 августа 1980 года отдельный отряд специального назначения принимал участие в учениях Прикарпатского военного округа «Карпаты-80». В тыл условному противнику были сброшены 22 разведывательные группы специального назначения. Действия разведчиков получили высокую оценку у организаторов учений.
В 1990 году бригада в полном составе выполняла задачу по локализации межэтнического конфликта в Баку и Сумгаите.

### 668-й отдельный отряд специального назначения
К началу 1984 года военное руководство СССР принимает решение о ликвидации каналов поставки вооружений и боеприпасов группировкам афганских моджахедов. Следовало взять под контроль караванные дороги и тропы соединяющие Афганистан и Пакистан. Разведывательные подразделения 40-й Армии не справлялись с функциями по уничтожению караванов снабжающих моджахедов. Поскольку этому не соответствовала численность разведывательных подразделений и удалённость многих караванных троп от гарнизонов к которым они приписывались. Также разведывательные подразделения 40-й Армии должны были производить разведку для своих полков и бригад.
Появился план создания так называемой приграничной зоны «Завеса», по линии Джелалабад — Газни — Кандагар. С помощью этой приграничной зоны командование 40-й армии планировало перекрыть около 200 караванных маршрутов, по которым мятежники возили из Пакистана оружие и боеприпасы.
Выходом из создавшейся ситуации военное руководство СССР посчитало отправку в феврале двух имевшихся на территории Афганистана отрядов специального назначения (154-й и 177-й отряды) на приграничные к Пакистану участки. 154-й отряд был передислоцирован в Джелалабад, а 177-й отряд в Газни. В апреле 1984 года к этим двум отрядам был добавлен 173-й отряд созданный на базе 12-й бригады и передислоцированный в Кандагар.
По итогам годовой деятельности 154-го и 177-го отрядов выяснилась необходимость во вводе дополнительных спецподразделений.
В июне 1984 года в 9-й обрспн началось формирование 668-го отдельного отряда специального назначения. Кроме военнослужащих самой бригады в состав отряда вошли военнослужащие из учебных мотострелковых частей, готовивших экипажи для бронетехники. Формирование и боевое слаживание было завершено к середине августа.
В соответствии с директивой начальника Генерального штаба ВС СССР от 21 августа 1984 года, 668-й отряд был введен на территорию Афганистана к концу сентября и дислоцировался в окрестностях г. Баграм. Условное наименование при этом сменилось (в/ч 44653). Там же отряд начал свою боевую деятельность.
В начале 1985 года, в связи с вводом дополнительных 4 отрядов специального назначения из СССР, 668-й отряд был передислоцирован из Баграма в непосредственную близость к пакистано-афганской границе в н.п. Бараки провинции Логар.
Для управления отрядами у восточной границы Афганистана с Пакистаном, в феврале 1985 была введена 15-я отдельная бригада специального назначения. Бригада должна была встать штабом в г. Джелалабад провинции Нангархар. Передислокация закончилась к марту 1985 года. С окончанием передислокации 15-й бригады, 668-й отряд вошёл в состав данной бригады.
18 мая 1989 года управление бригады, 154-й и 334-й отряды были выведены в г. Термез.
177-й и 668-й отряды в мае 1988 года были передислоцированы в Кабул, где до окончательного вывода вели боевые действия в окрестностях столицы.
668-й отряд был выведен на территорию СССР 6 февраля 1989 года.
До мая 1989 года 668-й отряд дислоцировался в г. Шерабад Сурхандарьинской области Узбекской ССР, а после был передан обратно в состав 9-й бригады.
В период с сентября 1984 по февраль 1989 потери 668-го отряда на территории Афганистана составили 51 человек убитыми и 1 пропавший без вести.

### Состав бригады в конце 80-х годов
Состав 9-й отдельной бригады специального назначения в конце 80-х годов (все подразделения бригады дислоцировались в г. Кировоград):
- Управление бригады — в/ч 83483 и подразделения при ней:
  - отряд специальной радиосвязи;
  - рота минирования;
  - рота материально-технического обеспечения;
  - комендантский взвод.
- 296-й отдельный отряд специального назначения;
- 668-й отдельный отряд специального назначения.

## Формирование в Вооружённых силах Украины
После распада СССР 9-я отдельная бригада специального назначения вошла в состав Вооружённых сил Украины..
Согласно приказу Министра обороны Украины от 26 марта 1996 года № 05 и директивы Министерства обороны Украины № Д-185/0125 9-я отдельная бригада специального назначения переименована в 50-й учебный центр специальной подготовки Главного управления разведки.
В декабре 2003 года — переименована в 50-й отдельный учебный отряд специальной подготовки, который осуществляет подготовку специалистов для соединений и частей Главного управления разведки Министерства обороны Украины.
Большинство офицеров и значительная часть воспитанников 50-го учебного центра принимали участие в миротворческих операциях в Боснии и Герцеговине, Ираке, Сьерра-Леоне, Косово.
В независимой Украине в условиях мирного времени саперы-разведчики части неоднократно выполняли боевые задачи по обезвреживанию взрывоопасных предметов, главным образом боеприпасов периода Второй мировой войны, на территории Кировоградской, Николаевской, Черкасской областей.
Условное наименование 50-го учебного центра — войсковая часть А-0759.

## Командиры 9-й бригады
Полный список командиров 9-й бригады:
- Егоров Леонид Сергеевич — 1962—1966;
- Павлов Вадим Александрович — 1966—1968;
- Архиреев Василий Иванович — 1968—1971;
- Гришаков Алексей Михайлович — 1971—1976;
- Заболотный Александр Александрович — 1976—1981;
- Чмутин Анатолий Федорович — 1981—1988;
- Воронов Юрий Александрович — 1988—1994;
- Рымарь Владимир Михайлович — 1994—1996.